# Всё любимое просто
«Всё любимое просто» — студийный альбом рок-группы «Рада и Терновник», изданный в 2003 году. В альбом вошли как новые, так и старые песни коллектива в новых порой нестандартных аранжировках.

## Список композиций
| №   | Название                    | Длительность |
| --- | --------------------------- | ------------ |
| 1.  | «Нет пластмассовых игрушек» | 2:56         |
| 2.  | «Я расскажу тебе о том...»  | 4:14         |
| 3.  | «Я знаю тебя наизусть»      | 4:04         |
| 4.  | «Здесь простые тихие песни» | 3:40         |
| 5.  | «Не назову тебя по имени»   | 3:09         |
| 6.  | «Снова полная тишь»         | 4:07         |
| 7.  | «Саламандра»                | 3:57         |
| 8.  | «Помнишь, девушки плясали»  | 2:06         |
| 9.  | «Листья тайного лета»       | 3:54         |
| 10. | «Опоздали наши лекари»      | 1:20         |
| 11. | «Сон»                       | 3:50         |
| 12. | «Танго»                     | 3:08         |
| 13. | «Всё любимое просто»        | 7:31         |
| 14. | «Неслыханные краски»        | 4:37         |

## Участники записи
- Рада Анчевская — вокал
- Владимир Анчевский — гитара
- Екатерина Орлова — бас-гитара
- Пётр Бугрименко — фагот
- Елизавета Наливайко — виолончель
- Кирилл Россолимо — зерб, кахон, ияилу
- Фил Гуров — индийская гармоника (7)